# Apleria setaria
Apleria setaria är en fjärilsart som beskrevs av Felder 1875. Apleria setaria ingår i släktet Apleria och familjen mätare. Inga underarter finns listade i Catalogue of Life.